# Langitau
Langitau (auch: Lagitau) ist eine Insel in der tonganischen Inselgruppe Vavaʻu.

## Geographie
Langitau liegt etwas südlich des Zentrums des Archipels, zwischen den Inseln Vakaʻeitu und Lape.
Zusammen mit Vakaʻeitu und Lape und mit Nuapapu im Norden umschließt Langitau die Bucht Matamaka, worin die Inselchen Alinonga und Kulo zusammen mit dem Riff Tangatasito liegen.
Im Süden schließt sich die Insel Ovaka an.

## Klima
Das Klima ist tropisch heiß, wird jedoch von ständig wehenden Winden gemäßigt. Ebenso wie die anderen Inseln der Vavaʻu-Gruppe wird Langitau gelegentlich von Zyklonen heimgesucht.